# Bumbar
Die Bumbar (serb. für Hummel) ist eine Panzerabwehrlenkwaffe aus serbischer Produktion. Sie wurde 2006 bei den serbischen Streitkräften eingeführt. Grundlage für die Entwicklung der Bumbar war die französische Panzerabwehrwaffe Eryx.
Das Boden-Boden-Panzerabwehrsystem Bumbar ist ein drahtgelenktes, tragbares Lenkflugkörpersystem kurzer Reichweite zur Panzerbekämpfung. Bumbar wurde für das urbane Kampffeld konzipiert. Es kann aus geschlossenen Räumen abgefeuert werden. Es ist auf Entfernungen zwischen 50 und 600 Metern ausgelegt und kann durch elektronische Gegenmaßnahmen nahezu nicht gestört werden. Die Lenkwaffenflugzeit auf eine Distanz von 600 m beträgt 4,8 Sekunden. Der Sprengkopf besteht aus einer Tandemhohlladung und besitzt eine Durchschlagsleistung von über 1.000 mm RHA.